# Faragó Klára (pszichológus)
Faragó Klára (Budapest, 1945. május 20. –) pszichológus, egyetemi tanár, az ELTE Pedagógiai és Pszichológiai Kar Gazdaság- és Döntéspszichológiai Intézeti Központ központvezetője. Az ELTE Pszichológiai Doktori Iskola törzstagja.

## Oktatási területei
Szociálpszichológia, gazdaságpszichológia, szervezetpszichológia, döntéspszichológia, pszichológiai döntéselmélet, a kockázat pszichológiája.

## Kutatási területei
Gazdaságpszichológia, döntéspszichológia, kockázatészlelés és kockázatvállalás. A kockázatvállalás adaptív és nem adatív formái.

## Életpályája
Felsőfokú tanulmányokat az ELTE Bölcsészettudományi Kar pszichológia és francia nyelv és irodalom szakán folytatott, okleveles pszichológusi és francia szakos középiskolai tanári diplomáját 1970-ben kapta kézhez. Pályakezdőként a Magyar Tudományos Akadémia Pszichológiai Intézetében helyezkedett el tudományos segédmunkatársi, majd munkatársi beosztásban (1970–1986). 1979-től óraadóként az ELTE Pszichológiai Intézetében tanított.
1986 óta az ELTE Bölcsészettudományi Kar Pszichológiai Intézetében dolgozik adjunktusi, 1994-től docensi, 2006-tól egyetemi tanári beosztásban. Kandidátusi disszertációját kockázatkommunikáció és kockázatpercepció témakörben 1994-ben védte meg (MTA). Habilitált 2004-ben az ELTE-n. Kutatásait pályájának korai szakaszában az MTA-NSF ösztöndíj (1980), később a Széchenyi Professzori Ösztöndíj (1997–2001) segítette.
Az 1990-es évek közepén az amerikai egyetemeken és üzleti főiskolákon megfigyelhető tendenciák mintájára kezdeményezte egy – a hazai oktatásban hagyománnyal nem rendelkező – szervezet- és döntéspszichológiai program kialakítását. A szervezet-, munka- és döntéspszichológia a pszichológus alapképzésben Magyarországon szakirányként csak ebben a programban szerepelt. A program tanegységlistáját átalakították, tantárgyainak tartalmát, az olvasmányok listáját folyamatosan modernizálták.
A program idővel integrálta a munkapszichológiai tantárgyakat is, és átalakult „Szervezet, munka és döntéspszichológiai” programmá. A program számára Faragó Klára kifejlesztette a „Pszichológiai döntéselmélet”, a „Kockázat pszichológiája”, a „Gazdaságpszichológia”, a „Szervezetpszichológia” és a „Szervezetfejlesztés” tantárgyak tananyagát, összeállította és a könyvtárban hozzáférhetővé tette a kurzusokhoz szükséges szakirodalmi anyagot. A Döntéselmélet (szerk. Paprika, 2002) c. kötetben megjelentek „A döntéshozatal pszichológiája” és „Kockázat” című tanulmányai, valamint a Gazdaságpszichológia (szerk. Hunyady, Székely, 2003) c. kötetben „Etikai kérdések a gazdaságpszichológiában” c. tanulmányok tananyagként hasznosulnak. Folyamatban van a döntéspszichológia legfontosabb kutatási irányait egybegyűjtő magyar nyelvű könyvek szerkesztése.
A program volumene a kreditrendszerben duplájára nőtt, tananyaga egyre bővül és fejlődik. Számos gyakorlat és speciális kollégium színesíti a program kurzuskínálatát, köztük PR és marketing, a döntéshozatal patológiája, döntéstámogatás. 2004-ben a program oktatóinak létszáma kibővült, és megalapították a Gazdaság és Döntéspszichológiai  Tanszéki Szakcsoportot, amelynek első vezetője Faragó Klára mind a mai napig.
Később a mesterképzés (MA) képzés kezdetével a programot a Társadalom és szervezetpszichológiai szakirány keretében fejlesztették tovább. A mesterképzés megindulásával egyidejűleg a szakcsoport Gazdaság és Döntéspszichológiai Intézeti Központ néven önálló egységgé alakult, amely kapcsolatot alakított ki vállalatokkal, külföldi és hazai egyetemekkel, ahol a hallgatók terepgyakorlatokat végeznek, felméréseket eszközölnek.
A Munka- és Szervezetpszichológiai Doktori Program vezetője, témavezetése alatt öt doktorandusz hallgató abszolutóriumot szerzett, három sikeres PhD vizsgát tett (2003; 2005; 2009). Jelenleg is több doktorandusz hallgató témavezetője. Az oktatás, a tudományos kutatómunka mellett a tudomány-, intézményszervezésben, projektek megvalósításában, kötetek szerkesztésében is nagy érdemei vannak. Szakkönyveknél, szakmai folyóiratoknál szaklektor (Risk Analysis, Magyar Pszichológiai Szemle, Alkalmazott Pszichológia).

### Projektek
Gyakran nemzetközi és hazai projektek részvevője vagy témavezetője, köztük Amerikai-magyar összehasonlító vizsgálat a kockázatészleléssel kapcsolatban témakörben az MTA Pszichológiai Intézet részéről az Oregon Research Institute-tal kutatási együttműködésbe lépett (1983); Angol-magyar összehasonlító vizsgálat a veszélyes hulladék égető telepítésével kapcsolatban témában az MTA és a London School of Economics együttműködésében vett részt (1986); WHO projekt keretében az európai kockázatkommunikációt vizsgálta (1990-1997) és egy kockázatkommunikációs kézikönyv szerkesztőbizottsági tagja és szerzője volt (1992-1995); EC projekt keretében folytatott magyar-lengyel-angol-holland összehasonlító vizsgálatot gazdasági fogalmak értékeléséről (1996). A Soros Alapítvány támogatásával az ideológiai változásokat kutatta a francia-magyar együttműködésben (1997).
Két OTKA programot nyert pályázat útján két témakörben, mindkettőnél témavezető volt, az egyik Történeti-politikai pszichológia: egy szakterület regenerálása szakirodalmi és empirikus vizsgálatok alapján címen valósult meg (1991-1995); a másik A kockázatvállalás adaptív és nem adaptív formái (2002-2006) témakörben kutatott, ez utóbbi téma kutatási eredményeit 2005-ben gyűjteményes kötetben publikálták. A Nemzeti Kutatási és Fejlesztési Programban (NKFP) az 5. program harmadik alprogramjának vezetője volt a Vállalkozói magatartás és egyéni kockázatvállalás című témakörben (2005-2009). 2010 óta TAMOP (Társadalmi Megújulás Operatív Program) projektek közreműködője.

## Tudományos munkái (válogatás)
- Englander, T., FARAGÓ, K., Slovic, P., Fischhoff, B. (1986). Comparative Analysis of Risk Perception in Hungary and the United States, Social Behaviour, 1/1. pp. 55–66.
- Faragó Klára (1994). Kockázatkommunikáció és kockázatpercepció (kandidátusi értekezés, kölcsönözhető az MTA Pszichológiai Intézet könyvtárából)
- Antonides, G., FARAGÓ, K., Reynold, R., Tyska, T. (1997). Perception of Economic Activities in Antonides, G., Raaij, W. F.(eds.) Advances of Economic Psychology Chichester, New York. Wiley and Sons pp. 39–61.
- Faragó, K. (1999). Reality versus perception and values versus science in risk assessment and risk perception in Briggs. D.J., Stern, R., Tinker, T.L. (eds.) Environmental health for all Dodrecht, Boston, London. Kluwer Academic Publisher pp. 223–233.
- Faragó, K., Kovács, Z. (szerk.) (2005). Szervezeti látleletek – a szervezetpszichológia hazai kutatási irányzatai Budapest, Akadémiai Kiadó, pp. 283
- Faragó, K. (2003). Etikai kérdések a gazdaságpszichológiában in Hunyady, Gy. (szerk.) Gazdaságpszichológia Budapest, Osiris pp. 716–761.
- Faragó Klára (2008). „Bandázs nélkül, sisak nélkül”: Az erőforrás hatása a kockázatvállalásra Magyar Pszichológiai Szemle, 4. sz. pp. 651–674.
- Faragó, K., Kiss, O., Boros, J. (2008). Risk-taking in entrepreneurs, compared to criminals and students: The role of uncertainty, stakes The Journal of Socio-Economics 37. pp. 2231–2241[2]
- Faragó Klára (2008). Siker, kockázatvállalás és versengés a szervezetekben. Alkalmazott Pszichológia X. 1-2. pp. 7–29.
- Faragó Klára, Radnóti István (2010). Személyiségvonások befolyása a vállalkozói kockázatvállalásra Pszichológia 30. évf. 2. sz. pp. 111–141.
- Szervezet és pszichológia. Új irányzatok az ezredfordulón. Szervezeti döntések; szerk. Faragó Klára; ELTE Eötvös, Bp., 2013

## Tudományos tisztségei
- MTA Pszichológiai Bizottságának tagja (2000–), 2000–2003 között titkára)
- Magyar Pszichológiai Szemle szerkesztőbizottságának tagja, 1991–1996 között főszerkesztő-helyettese, 1997 óta a szociál- és szervezetpszichológiai rovatvezetője
- Alkalmazott Pszichológia című szakfolyóirat szerkesztőbizottságának tagja
- ELTE Kari Tanács tagja
- ELTE PPK  Pszichológia Intézet Tanácsának tagja

## Társasági tagság
- Magyar Pszichológiai Társaság tagja 1972 óta, ebből 1990-2000 között a Szociálpszichológiai Szekció elnöke volt

## Díjak, elismerések (válogatás)
- Alkotó Ifjúság díj (MTA, 1975)
- Pro Universitat, arany fokozat, ELTE (2010)